# Цюнчжун-Лі-Мяоський автономний повіт
19°01′58″ пн. ш. 109°51′04″ сх. д. / 19.032777777778° пн. ш. 109.85111111111° сх. д.
Цюнчжун-Лі-Мяоський автономний повіт (кит. 琼中黎族苗族自治县, пін. Qióngzhōng Lízú Miáozú Zìzhìxiàn) — один із повітів КНР у складі провінції Хайнань. Адміністративний центр — містечко Їнгень.

## Географія
Цюнчжун-Лі-Мяоський автономний повіт лежить на висоті близько 230 метрів над рівнем моря у центральній частині острова Хайнань.

### Клімат
Повіт знаходиться у зоні, котра характеризується саванним кліматом. Найтепліший місяць — червень із середньою температурою 27,1 °C. Найхолодніший місяць — січень, із середньою температурою 17,4 °С.
| Клімат повіту Цюнчжун-Лі-Мяо | Клімат повіту Цюнчжун-Лі-Мяо | Клімат повіту Цюнчжун-Лі-Мяо | Клімат повіту Цюнчжун-Лі-Мяо | Клімат повіту Цюнчжун-Лі-Мяо | Клімат повіту Цюнчжун-Лі-Мяо | Клімат повіту Цюнчжун-Лі-Мяо | Клімат повіту Цюнчжун-Лі-Мяо | Клімат повіту Цюнчжун-Лі-Мяо | Клімат повіту Цюнчжун-Лі-Мяо | Клімат повіту Цюнчжун-Лі-Мяо | Клімат повіту Цюнчжун-Лі-Мяо | Клімат повіту Цюнчжун-Лі-Мяо | Клімат повіту Цюнчжун-Лі-Мяо |
| Показник                     | Січ.                         | Лют.                         | Бер.                         | Квіт.                        | Трав.                        | Черв.                        | Лип.                         | Серп.                        | Вер.                         | Жовт.                        | Лист.                        | Груд.                        | Рік                          |
| Середній максимум, °C        | 22,4                         | 24,4                         | 27,5                         | 30,5                         | 31,8                         | 32,5                         | 32,5                         | 31,9                         | 30,3                         | 27,9                         | 25,2                         | 22,3                         | 28,3                         |
| Середня температура, °C      | 17,4                         | 19,1                         | 21,7                         | 24,6                         | 26,2                         | 27,1                         | 27                           | 26,4                         | 25,3                         | 23,6                         | 20,8                         | 17,8                         | 23,1                         |
| Середній мінімум, °C         | 14                           | 15,5                         | 17,6                         | 20,4                         | 22,2                         | 23,3                         | 23,1                         | 22,9                         | 22,2                         | 20,7                         | 17,8                         | 14,8                         | 19,5                         |
| Норма опадів, мм             | 35.1                         | 38.2                         | 48.6                         | 125                          | 265                          | 208.9                        | 220                          | 317.8                        | 358.3                        | 360.9                        | 180.3                        | 71.8                         | 2229.9                       |
| Вологість повітря, %         | 87                           | 85                           | 82                           | 82                           | 82                           | 82                           | 82                           | 85                           | 86                           | 87                           | 87                           | 87                           | 84                           |
| ---------------------------- | ---------------------------- | ---------------------------- | ---------------------------- | ---------------------------- | ---------------------------- | ---------------------------- | ---------------------------- | ---------------------------- | ---------------------------- | ---------------------------- | ---------------------------- | ---------------------------- | ---------------------------- |
| Джерело: data.cma.cn         |                              |                              |                              |                              |                              |                              |                              |                              |                              |                              |                              |                              |                              |